# Iridescence
Iridescence è il quarto album in studio del gruppo hip hop statunitense Brockhampton, pubblicato nel 2018 dalla propria label, la Question Everything, Inc. e dalla RCA Records. L'album è una naturale evoluzione della trilogia Saturation e riscuote un vasto successo sia critico sia commerciale: raggiunge il primo posto nella Billboard 200, ottenendo un punteggio pari a 85/100 su Metacritic.
| Recensione    | Giudizio |
| ------------- | -------- |
| AllMusic      | [ 1 ]    |
| Pitchfork     | [ 2 ]    |
| The A.V. Club | B        |
| HipHopDX      | [ 2 ]    |

## Tracce
1. New Orleans – 4:03
2. Thug Life – 2:03
3. Berlin – 3:19
4. Something About Him – 1:34
5. Where the Cash At – 1:55
6. Weight – 4:20
7. District – 3:32
8. Loophole – 0:53
9. Tape – 3:29
10. J'ouvert – 3:54
11. Honey – 3:15
12. Vivid – 2:24
13. San Marcos – 4:47
14. Tonya – 4:43
15. Fabric – 4:38

Note
- Tutte le tracce sono riportate in maiuscolo.

## Classifiche settimanali
| Classifica (2018)         | Posizione massima |
| ------------------------- | ----------------- |
| Australia                 | 6                 |
| Belgio (Fiandre)          | 47                |
| Canada                    | 6                 |
| Danimarca                 | 49                |
| Finlandia                 | 46                |
| Paesi Bassi               | 39                |
| Norvegia                  | 21                |
| Nuova Zelanda             | 2                 |
| Regno Unito               | 20                |
| Stati Uniti               | 1                 |
| US Top R&B/Hip-Hop Albums | 1                 |
| Svezia                    | 41                |